# Synarthonia
Synarthonia is een geslacht van schimmels in de orde Arthoniales. De familie is nog niet eenduidig bepaald (incertae sedis). Het lectotype is Synarthonia bicolor.

## Soorten
Volgens Index Fungorum bevat het geslacht 24 soorten (peildatum september 2021):
| Soortnaam                         | Auteur(s)                                      | Publicatiejaar |
| --------------------------------- | ---------------------------------------------- | -------------- |
| Synarthonia albopruinosa          | Van den Broeck & Ertz                          | 2018           |
| Synarthonia astroidestera         | (Nyl.) Ertz & Van den Broeck                   | 2018           |
| Synarthonia aurantiacopruinosa    | Van den Broeck & Ertz                          | 2018           |
| Synarthonia bicolor               | Müll. Arg.                                     | 1891           |
| Synarthonia borbonica             | (Ertz, Elix & Grube) Van den Broeck & Ertz     | 2018           |
| Synarthonia ferruginea            | (Vain.) Van den Broeck & Ertz                  | 2018           |
| Synarthonia fuscata               | Van den Broeck & Ertz                          | 2018           |
| Synarthonia hodgesii              | (Lendemer & R.C. Harris) Van den Broeck & Ertz | 2018           |
| Synarthonia inconspicua           | (Stirt.) Van den Broeck & Ertz                 | 2018           |
| Synarthonia josephiana            | Van den Broeck & Ertz                          | 2018           |
| Synarthonia karunaratnei          | (Weerakoon & Aptroot) Van den Broeck & Ertz    | 2018           |
| Synarthonia leproidica            | Ertz, Aptroot & Diederich                      | 2020           |
| Synarthonia lopingensis           | (Zahlbr.) Van den Broeck, Frisch & Ertz        | 2018           |
| Synarthonia muriformis            | Van den Broeck, Frisch & Ertz                  | 2018           |
| Synarthonia ochracea              | (Dufour) Van den Broeck & Ertz                 | 2018           |
| Synarthonia ochrodes              | (Nyl.) Van den Broeck & Ertz                   | 2018           |
| Synarthonia pilosella             | Van den Broeck, Eb. Fisch., Killmann & Ertz    | 2018           |
| Synarthonia psoromica             | S. Joseph & G.P. Sinha                         | 2015           |
| Synarthonia rimeliicola           | (Diederich) Van den Broeck, Diederich & Ertz   | 2018           |
| Synarthonia robertiana            | Soto-Medina & Aptroot                          | 2021           |
| Synarthonia sarcographoides       | Aptroot, A.A. Menezes, E.L. Lima & M. Cáceres  | 2013           |
| Synarthonia sikkimensis           | S. Joseph & G.P. Sinha                         | 2015           |
| Synarthonia stigmatidialis        | Müll. Arg.                                     | 1895           |
| Synarthonia xanthosarcographoides | Aptroot                                        | 2020           |